# Нік Невід
Нік Невід (англ. Nicholas Nevid, 15 вересня 1960) — американський плавець.
Чемпіон світу з водних видів спорту 1978 року.
Переможець літньої Універсіади 1981 року.